# Rostbőr

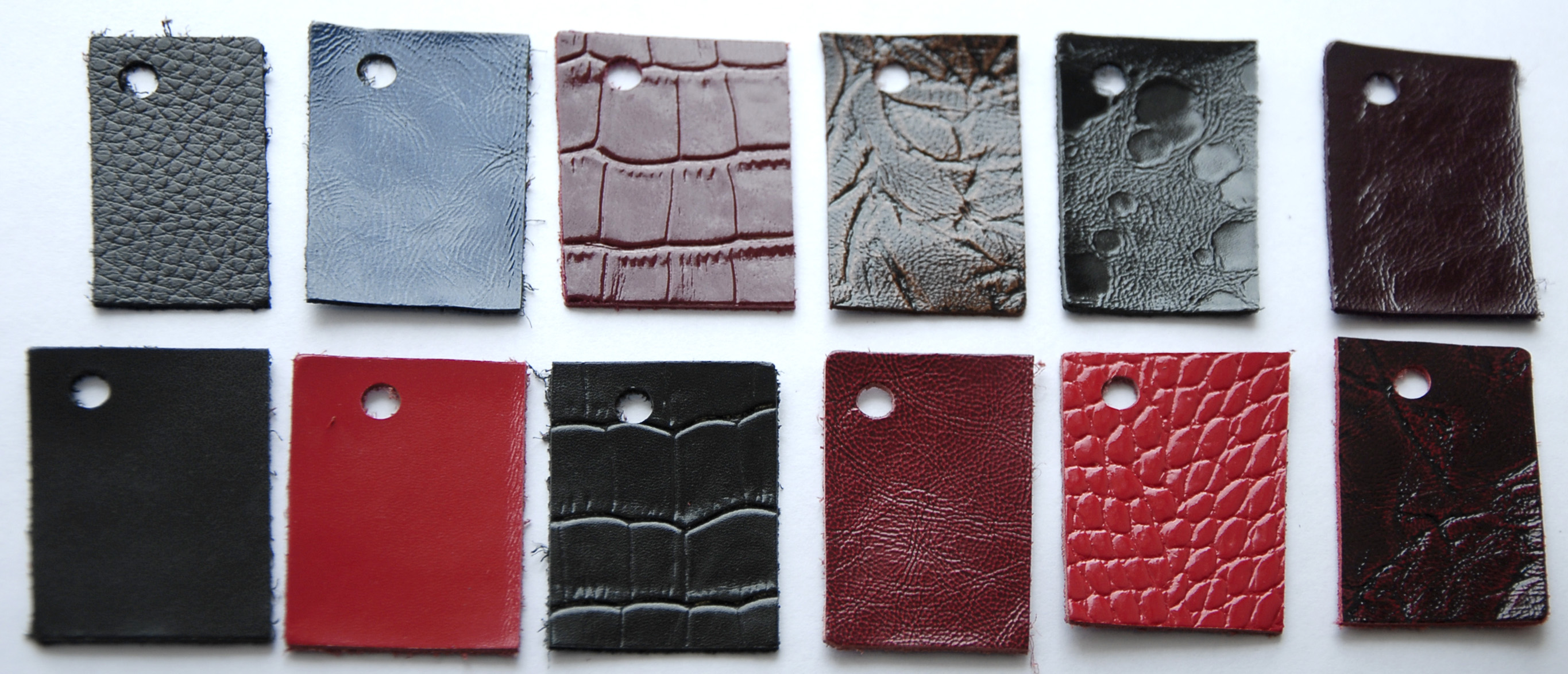
Mintadarabok többféle színben és dombornyomással

A rostbőr olyan mesterségesen előállított bőrhelyettesítő anyag, amely egymáshoz préselt és kötőanyaggal egymáshoz rögzített, valódi bőrből származó rostokat tartalmaz.
A rostbőr készítéséhez a bőrfeldolgozásnál keletkezett bőrhulladékokat rostjaira bontják, poliuretán kötőanyaggal keverik és az így készült masszát papírra kenik és ott rögzítik. A termék minőségének javítására további anyagokat is kevernek a masszához ill. felületkezelést, bevonatot is alkalmaznak.
A rostbőr természetesen olcsóbb, mint a valódi bőr, de minősége némileg elmarad a valódi bőrétől: gyengébb, kiszálasodhat, nem tisztítható olyan könnyen, mint a valódi bőr.
Európai szabvány szerint egy termék elnevezésében a bőr kifejezés csak akkor használható, ha valódi bőr tartalma – így rostbőrbőr készült tárgy esetében a bőrrostok részaránya – legalább 50%.
A bőrhulladékoknak ez a hasznosítása jelentősen hozzájárul a körforgásos gazdaság érvényesüléséhez ezen a szakterületen.
A rostbőröket elsősorban a bőrdíszműipar és a bútoripar használja fel: táskák, tárcák, övek, könyvkötő anyag, ülésbevonatok stb. készülnek belőle.